# 짚풀생활사박물관
짚풀 생활사 박물관은 짚과 풀로 짜고 엮은 다양한 생활용구들을 모아 전시하는 박물관이다. 관장은 현재 (사)짚풀문화연구회 회장인 인병선이며, 짚풀 관련 서적 발간, 짚신 등을 비롯한 짚과 풀로 만드는 체험학습도 운영하고 있다.

## 특징
짚·풀 문화는 민중인 농민 들이 생활의 필요에 의해 만들어낸 문화였다. 짚으로 일일이 엮었던 달걀 한 줄, 곡식을 까불러 쭉정이를 떨궈내던 키, 색색 무늬로 모서리를 장식한 반짇고리, 어머니 새색시적 치마저고리가 담긴 다락의 고리짝 등에서 우리 조상들의 생활 지혜를 엿볼 수 있다.
짚풀 관련 민속자료 3,500점, 연장 200점, 조선못 2,000점, 제기(祭器) 1,000점, 한옥문 200세트, 이종석 기증유물 457 점, 세계의 팽이 100종 500여 점 등을 소장하고 있으며, 짚풀 특히 볏짚을 체계적으로 연구하여 설립한 박물관으로는 세계에 유일하다. 짚을 삼는 과정을 동영상으로 기록하는 작업에 힘을 쏟고 있으며, 짚풀문화연구회를 통해 교육도 하고 있다.

## 역사
- 1993년 문화관광부 등록, 서울시 강남구 청담동 운영
- 2001년 서울특별시 종로구 명륜동으로 이전
- 2008년 '짚풀문화재단'을 만들어 비영리 재단법인화

## 정보
- 주소 : 서울 종로구 명륜동2가 8-4 번지
- 개장시간
11월 ~ 2월 : 10:00 ~ 17:30 (16:30까지 입장)
3월~10월 : 10:00 ~ 17:30 (16:30까지 입장)
- 입장료
성인 : 4000원
유치원,초,중,고생 : 3000원
65세 이상 : 3000원
단체(20인이상) : 1000원씩 할인
- 휴일 : 매주 월요일, 신정, 설날, 추석

## 같이 보기
- 인병선
- 신동엽